# Professor Paulo Fernando
Paulo Fernando Melo da Costa (Brasília, 11 de junho de 1967) é um professor e político brasileiro filiado ao Republicanos.

## Biografia
Começou sua carreira política se candidatando a Deputado Distrital em 2006, aonde não foi eleito.
Se Filiou ao PTB e se candidatou em 2010 ao mesmo cargo, não sendo eleito novamente.
Em 2014, pelo PSDB se candidatou a Deputado Federal, novamente, com mais uma derrota eleitoral.
Em 2018, desta vez pelo PATRIOTA, se candidatou a Deputado Federalporém, mais uma vez não foi eleito.
Em 2022, pelo Republicanos, se candidatou a Deputado Federal, terminando como primeiro suplente da chapa.
Após a Nomeação do Deputado Federal Júlio César Ribeiro (REP/DF) para Secretário de Esportes no Governo de Ibaneis Rocha, Paulo Fernando pode assumir um mandato como Deputado Federal.